# Сиротино (Луганская область)
Сиротино (укр. Сиротине) — село, относится к Троицкому району Луганской области Украины.
Население по переписи 2001 года составляло 568 человек. Почтовый индекс — 92111. Телефонный код — 6456. Занимает площадь 35 км². Код КОАТУУ — 4425482002.

## Местный совет
92110, Луганська обл., Троїцький р-н, с. Демино-Олександрівка, пров. Річковий, 4  (укр.)